# 蓋斯勒河 (勞爾河支流)
50°10′50.7″N 10°20′47.2″E / 50.180750°N 10.346444°E
蓋斯勒河是德國的河流，位於該國東南部，由巴伐利亞負責管轄，屬於勞爾河的左支流，河道全長13.9公里，流域面積55平方公里，流經施塔特勞林根。